# Hồ Văn Tú
Hồ Văn Tú (sinh ngày 22 tháng 4 năm 1995) là một cầu thủ bóng đá chuyên nghiệp người Việt Nam hiện đang thi đấu cho câu lạc bộ Nam Định ở vị trí thủ môn tại giải vô địch quốc gia V.League 1.

## Sự nghiệp
Hồ Văn Tú sinh ra và lớn lên tại huyện Quỳnh Lưu, trưởng thành từ lò đào tạo bóng đá Sông Lam Nghệ An. Anh từng thi đấu rất ấn tượng tại các giải trẻ và góp công không nhỏ vào chức vô địch tại giải U17 Quốc gia 2012 và á quân giải U19 Quốc gia 2014. Năm 2021, Hồ Văn Tú chuyển đến thi đấu cho Nam Định - đội bóng đầu tiên mà anh thi đấu tại V.League sau quãng thời gian khoác áo một số câu lạc bộ tại giải Hạng Nhất như Bình Định và Đồng Tháp.